# 撞着語法
撞着語法（どうちゃくごほう）、オクシモロン（英語: oxymoron）とは、修辞技法のひとつ。
「賢明な愚者」「明るい闇」など、通常は互いに矛盾していると考えられる複数の表現を含む表現のことを指す。
形容詞や形容動詞、連体修飾語などが修飾される名詞と矛盾する場合には、特に形容矛盾（けいようむじゅん）とも言う。
論理的には、「Aであって、かつ、not A」であるということはありえない（矛盾律）のにもかかわらず、そうであるかのように語ることである。
狭い見方をすればつじつまがあわず、単なる誤謬にすぎないように見えるが、複雑な内容を簡潔に表現する修辞法として用いられている場合もある。

## 撞着語法の例

### 一目瞭然の撞着語法
- 急がば回れ
- ゆっくり急げ
- 負けるが勝ち
- 黒い白熊
- 良い悪人
- 小さな巨人
- サウンド・オブ・サイレンス
- 無知の知
- 見えざるピンクのユニコーン
- 白いカラス
- 生ける屍
- 公然の秘密

### ひねった撞着語法
文化、偏見等の特定の価値観を前提とした場合に限り撞着語法となる表現も存在する。以下のようなものが例として挙げられる。
代替的事実
「事実は一つしかないはず」という前提の下において、「多肢選択のように複数存在しうる」「(一つしかない)事実」という形で撞着語法となる。
優しい悪魔（類義語に、優しい死神）
「悪魔とは優しくないものである」との前提を置いた場合にのみ撞着語法となる。
誠実な政治家
しばしばジョークに使われるが、「政治家は不誠実なものである」という前提がある場合には撞着語法である。
ネオコン
ネオコン（英語: Neoconservatism）はネオ（英: Neo、新たな）とコンサバティズム（英: conservatism、保守主義）が合成されたものであり、日本語では「新保守主義」と訳される言葉である。合成された2語は互いに反対の意味を持つが、ネオコンは「元はリベラルな立場の者（アメリカならば民主党に属するなど）だがコンサバティブな言動をする者」であり「元からコンサバティブな立場の者（アメリカならば共和党に属するなど）がコンサバティブな言動をしてもネオコンとは呼ばない」という2つの定義によって成立している言葉である。
勝者なき戦い
「戦いの結果は必ず勝者と敗者で分かれる」という前提の下においてのみ、「どちらも勝者でない」勝負という形の撞着語法となる。
権威民主主義（英語: Authoritarian Democracy）
Hearts of Iron IVの大型MOD『カイザーライヒ』で登場する政治イデオロギー。「民主政は権威主義と両立しない」との前提がある場合において、「権威主義」であって同時に「民主主義」でもあるという形の撞着語法である。

### 人名・グループ名
- J・R・R・トールキン - イギリスの作家。トールキンの先祖はドイツ系であり、苗字の「Tolkien」は、ドイツ語の「Tollkiehn」を英語化したものである。英訳すると、dull-keen（注：日本語では「鈍い・鋭い」）という意味を持つ
- Nulbarich - 日本の音楽バンドのグループ名。「何も無いけど満たされている」という意味からグループ名をつけた。

## 撞着語法の効果
撞着語法を用いて、受け手に強い違和感を与えることで、言及している内容への興味を誘引したりすることができる。また、敢えて矛盾した語を以って対象を説明することにより、対象への皮肉としての効果をもつ場合がある。一方で、一見「深い意味や含蓄のある」ように見えて、内容の伴わない単なる言葉遊びに終始してしまうおそれがあるため、注意が必要である。
文学では、シェイクスピアが『マクベス』のなかで「きれいは汚い、汚いはきれい・・・」という表現を用いたのが有名である。